# 황라열
황라열(1977년 8월 13일~)은 제49대 서울대학교 총학생회장이다. 2006년 6월 12일에 서울대학교 총학생회 출범 이래 최초로 탄핵되었다.
2007년 서울대학교를 자퇴하였고 이후 여러 스타트업 회사를 창업하거나 임직원으로 입사하였다. 현재는 블록체인 관련 투자 회사의 대표를 맡고 있다.

## 초기 경력
황라열은 1977년 서울에서 출생하였다. 1996년 대원외국어고등학교를 졸업하고 한동대학교 디자인과에 입학하였으나 자퇴하였다. 이후 해병대 군복무 중 서울대학교 종교학과 2000학번으로 입학하였다. 2006년 서울대학교 총학생회 회장 출마 당시 스스로 인디밴드 리더를 비롯한 과외 교습, 나이트클럽 삐끼, 합기도 사범 등 다양한 이력을 거쳤다고 소개하였으나 이후 이력의 상당 수가 허위로 밝혀져 논란이 되었다. 한편 당시 한창 사회적 물의를 일으킨 바 있는 도박 게임 바다이야기를 만든 지코프라임의 직원이라는 사실은 스스로 공개하지 않았다.

## 서울대학교 총학생회장

### 배경
1980년대 이후 20세기 말까지 한국의 대학교 총학생회는 학생 운동의 구심점이었다. 1990년대 이후 총학생회의 관심사는 보다 학내 문제에 집중되었고 점차 영향력이 줄어들었다. 한편, 1993년 결성된 한국대학총학생회연합(한총련)은 이른바 운동권으로 불리며 여러 대학교에서 비운동권 학생과 총학생회 선거에서 경쟁하였다. 서울대학교 학생들은 90년대 후반 이후 총학생회 활동 자체에 대한 관심이 줄어들었고 총학생회를 구성하는 일조차 버거워지기 시작하였다. 1998년 이후 2005년까지 서울대학교 총학생회의 선거는 투표율이 과반을 넘기지 못하여 번번이 첫 선거가 무산되고 두 번째 선거를 치러야 하였다. 2005년 총학생회 선거도 투표율 부족으로 무산되어 2006년 3월 재선거를 치르게 된다. 이 선거에서 황라열은 반(反) 운동권을 주장하며 후보로 등록하였다.
한편 2005년 11월 있었던 황우석 사건의 여파로 서울대학교는 각종 시위 장소가 되었다. 특히 황우석을 지지하는 사람들은 여러 차례 학교의 경고에도 불구하고 2006년 4월까지 교내에서 시위를 감행하여 서울대학교 학생들이 교내 시위에 염증을 느끼게 만드는 계기가 되었다.

### 당선
2006년 4월 황라열은 투표율 저조로 무산되었던 총학생회장 선거의 재선거에 서프라이즈(Suprise) 선거운동본부의 정후보로 출마하였다. 그는 "비(非) 운동권도 아닌 반(反) 운동권"이라는 주장을 하여 세간의 주목을 받았고 자신의 특이한 경력을 선거 운동의 중요 홍보 수단으로 삼았다. 대한민국의 언론들은 그의 이러한 경력을 연일 소개하며 선거를 홍보하였다. 황라열의 주요 공약은 한총련 탈퇴였고 황라열과 부후보 송동길을 제외하고는 선거운동원들이 한 명도 없었고 선거자금을 거의 쓰지 않았음에도 45.75%라는 비교적 높은 득표율을 기록하며 당선되었다. 언론들은 황라열의 독특한 이력을 보도하며 새 총학생회장이 비운동권 또는 반운동권이라는 점을 부각하였다.
황라열은 당선 이후 학교 측에 학생을 "고객"으로 여기는 서비스 향상 등을 요구하였다.

### 갈등
2006년 애초 무산되었던 총학생회 선거와 달리 서울대학교의 각 단과대학은 이미 학생회를 구성하고 있었다. 단과대학 학생회들은 대부분 "운동권"으로 평가받는 학생들이 맡고 있었고 황라열이 반 운동권을 내세우면서 갈등이 예상되었다. 황라열이 한총련 탈퇴를 선언하고 학내 집회를 제한하려 하자 총학생회와 단과대학 학생회들은 본격적으로 충돌하였다. 중앙일보 등 보수 언론으로 평가 받는 언론들은 이 갈등에서 황라열의 입장을 두둔하기도 하였다.

#### 집회 제한
황라열은 면학 분위기 조성을 이유로 중앙도서관 앞의 아크로 광장에서 집회를 불허하겠다는 공약을 하였고 이를 위해 경찰도 동원하겠다고 발언하였다. 황라열의 집회 제한은 학내 논쟁으로 확대되었다. 서울대학교의 학내 집회 갈등은 4·19 혁명 기념 집회를 계기로 최고조에 달했다. 결국 이해 4·19 기념 집회는 총학생회가 불참한 가운데 단과대학 학생회장들이 참여하는 총운영위원회의 결정으로 아크로 광장에서 열렸다. 집회를 앞뒤로 총학생회를 지지하는 측과 반대하는 측의 논쟁이 이어졌다.

#### 집회 중 부상 당한 학생의 지원 문제
2006년 5월 4일 평택 미군기지 이전 문제와 관련하여 경기도의 행정대집행을 놓고 일어난 시위에서 200여 명이 부상하였다. 경찰은 시위대에 방패를 휘두르고 찍는 등 시위 대응 지침을 어기는 과잉 진압을 하였다. 이 시위에 참여한 서울대학교 학생들 가운데 10 명이 체포 되었으나 구속 영장이 기각 되었다. 한편 벌금 부과 등의 처벌을 받은 학생들을 돕기 위한 움직임이 있었다.
서울대학교 학생들도 이 집회에 참여하였다가 부상을 당하였다. 시위 중 부상을 당한 학생의 치료비를 학생회비에서 보조할 것인가를 두고 총학생회와 단과대학 학생회 사이에 갈등이 일어났다. 총학생회는 "불법 집회"에 개인적으로 참여한 학생에 대해 지원할 수 없다고 주장하였고 단과대학 학생회는 공동 결의에 의해 참여한 집회 중 부상은 지원하여야 한다고 맞섰다. 이 과정에서 단과대학 학생회장이 자신도 부상자 명단에 올린 일이 문제가 되기도 하였다.

#### 한총련 탈퇴 선언
황라열은 2006년 5월 10일 한총련 탈퇴를 선언하였다. 대학교 총학생회의 한총련 탈퇴 선언은 대한민국의 정치에서 민감한 주제이기 때문에 언론들이 주목하였고 보수 언론들은 이를 "새시대"의 상징으로 해석하였다.
- 동아일보 사설 “학생활동의 ‘새 시대’ 여는 서울대 總學”
- 문화일보 사설 “대학가의 脫한총련 도미노”
- 세계일보 사설 “용기있는 서울대의 한총련 결별”
- 조선일보 사설 “동료와 시대에 버림받은 한총련 ”
- 헤럴드경제 사설 “실사구시 추구의 총학생회장”

한총련은 황라열의 탈퇴선언은 서울대학교 49대 총학생회에서만 유효하며 한총련의 정관상 차기 50대 총학생회는 별도의 가입절차 없이 자동으로 회원 신분이 부여된다는 입장을 보였다. 한편 한총련 탈퇴 선언과 함께 부총학생회장 송동길은 48대 총학생회의 회계에 부정이 있었다고 주장하였다.
황라열은 자신의 공약에 따라 한총련 탈퇴를 선언하였다고 하였지만 학내에서는 반발이 있었다. 우선 별도의 의견 수렴 없는 일방적인 단체 탈퇴는 월권이라는 주장이 있었고
, 1998년 서울대학교 총학생회의 서울지역총학생회연합(서총련) 불신임 결의 이후 사실상 탈퇴 한 상태였기 때문에 황라열의 탈퇴 선언은 정치적인 선전일 뿐이라는 주장도 있었다. 보수 언론의 한총련 죽이기에 이용당했을 뿐이라는 것이었다. 《시사저널》은 실제로 가입한 적도 없는 단체를 탈퇴한다고 선언하고 그것을 띄워주는 것은 "촌극"이라고 보도하였다.
황라열의 한총련 탈퇴 선언은 이후 이어질 탄핵이 발의되는 결정적 원인이 되었다. 한편 당시 정운찬 총장은 “(서울대 총학생회의 한총련 탈퇴가) 좋은 방향일지는 몰라도 대학생들이 너무 사회 의식이 없는 것은 바람직하지 않다”라고 평했다.

#### 48대 총학생회의 회계 운영 문제
한총련 탈퇴 선언과 함께 주장된 48대 총학생회의 회계 부정 주장은 또 다른 갈등의 요인이 되었다. 황라열과 송동길은 48대 총학생회가 축제 대행업체의 선정에서 운동권 인맥을 통한 부당 거래를 하였다고 주장하였으나 황라열의 49대 총학생회 역시 같은 대행업체와 동일한 계약을 체결하였고 세금계산서를 발급할 수 없는 비영리 단체인 총학생회의 입장에서 후원금 수령을 위해 대행업체에게 세금계산서를 발급하도록 의뢰한 건을 부풀리는 것은 "운동권 깎아내리기"라는 평가를 받았다.

## 탄핵

진상규명 청문회에서 입장을 밝히는 황라열

황라열은 당선 이후 총학생회 활동을 하면서 계속적인 갈등을 누적하였고 한총련 탈퇴 선언이 도화선이 되어 탄핵에 직면하게 되었다. 황라열이 탄핵된 이유는 스스로 밝힌 이력 가운데 상당수가 거짓말이거나 과장이 심한 때문이었고 동시에 밝히지 않은 이력 가운데 사회적인 지탄의 대상이 될 수 있는 내용이 있었기 때문이었다.
2006년 6월 12일 서울대학교 총학생회는 전체 학생 대표자 회의를 열고 재적 의원 82명의 3분의 2 이상인 56명 출석과 출석 의원 과반수인 51명의 찬성으로 가결하였다.

### 이력 논란
황라열 탄핵 절차가 공식적으로 시작된 것은 그의 이력과 관련한 문제 때문이었다. 그가 총학생회 선거에 나서며 밝힌 이력에는 "포항 외국인 노동자 인권위원회 회장", "고려대학교 의예과 특례 입학", "잡지 《레베카》, 《한겨레21》 수습기자"와 같은 이력들이 포함되어 있었고, 도박게임 바다이야기의 개발 회사 지코프라임의 직원이라는 정보는 빠져 있었다.
2006년 5월 말 《시사저널》의 신호철 기자는 황라열이 성인게임업체의 현직 팀장을 겸임하고 있다고 보도하면서 나머지 이력들에 대해서도 의문을 제기하였다. 이 기사에서 《시사저널》은 학생회장 당선 이후에도 황라열이 지코프라임의 팀장으로 재직 중임을 확인하였다.
이후 인원위원회 회장, 의예과 특례 입학, 수습기자 경력 등에 대해 의문이 제기 되자 황라열은 언론의 오보 탓으로 책임을 돌렸다. 자신이 거짓말 한 적은 없으며 해당 기관의 기록이 누락되었거나 다른 사정이 있다는 취지의 설명이었다. 그러나 《한겨레21》은 자체 조사 결과를 발표하며 황라열의 주장이 거짓임을 밝혔고 고려대학교 역시 입학 지원 자체가 없었음을 확인하였다. 이 외에도 무예타이 자격증과 같은 이력이나 백댄서 이력도 허위이거나 과장이 컸다. 그가 제출한 이력 대다수가 허위였던 셈이다. 《시사저널》은 그가 외국인 노동자 인권 운동을 했다는 이력 역시 허위일 가능성이 크다고 지적하였다. 《오마이뉴스》는 《레베카》의 수습기자였다는 주장 역시 허위일 가능성이 크다고 보도하였다. 황라열의 이력 논란은 무도계까지 불똥이 튀어 그가 주장한 프로선수 자격증은 허위라는 입장이 나왔다.
결국 청문회를 거친 황라열은 자신의 이력 일부에 과장과 허위가 있었음을 시인하고 사과하였지만 사과문에서도 억울함을 호소하여 진정성이 없다는 비판을 받았다. 황라열의 청문회 이후 사퇴를 요구하는 목소리가 높아졌으나 탄핵을 할 지에 대해서는 의견이 분분하였다. 그러나 황라열은 청문회 이후로도 언론의 오보 또는 관련 기관의 기록 누락을 반복하여 주장하였다. 특히 서울대학교 학내 신문인 《대학신문》의 취재와 관련하여 오히려 명예훼손에 따른 법적 대응을 주장하기도 하였다.

### 후원금 논란
자신의 전임인 48대 총학생회의 회계 부정을 주장하며 도덕성 문제를 들고 나왔던 황라열은 오히려 자신이 속한 기업인 지코프라임으로부터 5천만원의 후원금을 받기로 하였다는 것에 대한 도덕성에 대한 비난과 대가성 논란에 휩싸였다. 논란이 불거지자 황라열은 실제 돈을 받은 것이 아니라 받기로 약속 받은 것일 뿐이라고 해명하였지만, 이는 그가 이전에 "받았다"고 밝힌 부분과 배치되면서 더욱 논란이 커졌다. 반면에 스스로 제기하였던 48대 총학생회의 회계 부정에 대한 제대로 된 근거를 제시하지 못하여 전임 총학생회장으로부터 사과 요구를 받게 되었다.

### 탄핵안 가결
황라열은 "사과문을 발표한 이상 더 이상 할 수 있는 방법이 없다"며 사퇴를 거부하였다. 이는 학내 반발이 더욱 거세지는 사태로 이어졌고 탄핵안이 발의 되었다. 2006년 6월 8일 열린 청문회에서 황라열은 여전히 일부 자신의 잘못이 있지만 오보를 낸 언론의 책임이 더 크며 사퇴할 의사가 없다는 기존의 입장을 고수하였다. 언론 역시 황라열의 탄핵 가결 여부를 점치는 등 관심을 가졌다. 탄핵 발의 전 황라열의 허위 이력에도 불구하고 호의적 보도를 하였던 보수 언론들도 이후 황라열의 계속되는 억울함 호소에 등을 돌렸다.
서울대학교 전체학생대표자 회의는 41명의 위원이 연서하여 총학생회장 탄핵안을 발의하였다. 탄핵 사유로는 아래의 사항이 꼽혔다.
- 선거기간 허위 이력 기재
- 한총련 탈퇴선언에서의 비민주적 행위
- 학내 구성원간의 단결 저해

탄핵 찬반 논의에서 국어국문학과의 박영민은 "운동권의 음모"라는 비판을 피하기 위해 전체 학생 투표로 탄핵을 진행하자는 의견을 제시하였지만 대다수 대의원들이 곧 종강과 방학이 이어지는데 학생 전체의 투표는 무리라고 보고 전체학생대표자회의의 결정에 따라 진행하기로 하였다. 이어진 투표에서 찬성 51명, 반대 3명, 기권 2명으로 탄핵안이 가결되었다. 황라열은 탄핵 결과를 "담담히 수용하겠다"고 밝힌 후 이내 그 자리를 떴다.

### 탄핵 이후
서울대학교 총학생회 최초의 탄핵이었다는 점과 그 동안 독특한 이력으로 당선을 소개하고 한총련 탈퇴로 이슈가 되었다는 점 때문에 언론은 황라열의 탄핵을 비중있게 보도하였다. 탄핵 직후 학내 게시판인 스누라이프는 탄핵 절차의 정당성에 대한 논쟁이 있었다.
황라열이 탄핵된 이후 서울대학교 총학생회는 보궐선거 없이 부총학생회장 송동길을 권한대행으로 임명하였으나 이 역시 학칙 위반이라는 비판을 받았다. 한편 《서울대저널》은 6월에 실시한 설문조사를 발표하며 탄핵 자체에 대한 학생들의 인지도가 낮았다고 보도하였다. 이 설문 조사는 탄핵 이후에야 탄핵 소식을 들었다는 학생이 62%라고 밝혔다. 《서울대저널》은 이를 근거로 탄핵 절차 역시 의견 수렴이 부족하였다고 지적하였지만 설문 조사 대상이 계절학기 수강자였다는 점에서 전체 학생의 인지도를 대표한다고 보기는 어렵다.
보건의료노조의 서울대 내 집회 과정에서 송동길 총학생회 권한대행과 집회 참가자 사이에 폭력이 있었고 이는 다시 운동권과 비운동권의 대결이라는 구도로 논쟁거리가 되었다. 황라열의 탄핵 이후로도 이른바 운동권의 지지세는 제자리였고 이어진 선거는 다시 운동권과 비운동권의 구도를 보였으며 비운동권 후보들간의 선거 연대를 주장한 후보도 있었지만 다른 후보들은 이러한 인위적 통합을 달가워하지 않았다.
탄핵 이후 여러 우려 섞인 사회의 시각과 달리 황라열 탄핵 이듬해인 2007년 서울대학교는 비교적 평온한 한 해를 보냈다. 학생들의 총학생회에 대한 관심이 높아지면서 제51대 총학생회는 3년만에 재투표 없이 당선자를 내었다.

### 파장
황라열의 탄핵은 당시 동시에 진행되고 있던 황우석 사건, 신정아의 허위 이력 논란 등과 함께 한국 사회의 신뢰성 문제와 사회적 갈등의 대표적 사례로 거론되었다. 한편, 《미디어오늘》은 황라열의 당선에서 탄핵까지 언론의 보도 행태를 비판하면서 "꿀만 보면 달려드는 벌떼"같다고 평가했다. 황라열의 일방적인 주장을 여과없이 보도하면서 사회적 이슈 만들기에만 급급했을 뿐 앞뒤에 벌어진 상황에 대한 사실 확인도 없고 탄핵 이후로도 반성이 없다는 이유 때문이었다. 탄핵에 참여한 학생들 역시 이를 운동권과 비운동권의 갈등으로 보는 것을 경계하면서 사회 자본을 획득하기 위한 거짓말이 더욱 결정적이었다고 지적한다.
일부에서는 이 일이 서울대학교에서 일어난 일이 아니라면 이렇게 큰 뉴스 가치를 지녔겠냐며 모든 것을 떠나 한국 사회가 서울대학교를 너무 특별하게 취급한다는 평가와 이른바 운동권으로 불리는 학생들과 그렇지 않은 학생들에 대해 인위적으로 구분하는 프레임이 이런 사태를 초래한 원인이라는 평가가 있었다.

## 자퇴 이후
2007년 서울대학교를 자퇴하였다. 이후 각종 스타트업을 창업하거나 임직원으로 재직하였다. 현재는 블록체인 업계 힐스톤 파트너스의 대표이다.

### 음악 활동
2006년 총학생회 회장으로 재학중일 당시에도 지코프라임의 개발자로 댄스 게임 개발에 참여하고 있었다.
2007년 중앙일보와 인터뷰에서 SK 와이번스 치어리더들이 참여한 앨범 《하이라이트》의 작사, 작곡, 프로듀서를 맡았다고 밝였으나 당시 《하이라이트》의 제작은 에이치에스컴이 진행하였고 노래는 리메이크 위주의 응원가였다. 또한 발매 당시 신곡이었던 〈랄랄라송〉의 작사는 치어리더들이 진행하였다. 《하이라이트》의 제작을 소개하는 이 노컷뉴스의 기사에 "나열"이 앨범 프로듀서를 맡았다고 소개하고 있어 앞의 중앙일보 인터뷰 내용은 과장이 섞인 것으로 보인다.

### 사업가
2007년 서울대학교를 자퇴하고 각종 스타트업 사업을 하였다.
2016년 요즈마의 판교 요즈마 캠퍼스 센터장으로 임명되었다. 현재는 블록체인 업계 힐스톤 파트너스의 대표이다. 주로 암호화폐공개의 자금 조달 업무를 수행하고 있다.
2018년 《한국경제신문》에서 블록체인과 관련한 칼럼을 연재하였다.
2020년 페이스북에 "국내 가상화폐 공개의 99%는 사기"라는 글을 올린 바 있고, 체인파트너스의 표철민 대표의 증권형 토큰 컨설팅에 대해 원색적인 비난을 섞은 반대 의견을 표시한 바 있다.

## 같이 보기
- 서울대학교 총학생회